# Palomo Linares
Sebastián Palomo Martínez dit Palomo Linares, né le 27 avril 1947 à Linares (province de Jaén, Espagne) et mort à Madrid (Espagne) le 24 avril 2017, est un matador espagnol.

## Carrière
- Débuts en public : Madrid, plaza de Vistalegre, le 20 juin 1964.
- Débuts en novillada avec picadors : Ondara (Espagne, province d'Alicante) le 3 janvier 1965 aux côtés de « El Inclusero » et Vicente Punzón. Novillos de la ganadería de Núñez Guerra.
- Alternative : Valladolid le 19 mai 1966. Parrain, Jaime Ostos ; témoin, « Mondeño ». Taureaux de la ganadería de Salustiano Galache.
- Confirmation d’alternative à Madrid : 19 mai 1970. Parrain, Curro Romero ; témoin, « Mondeño ». Taureaux de la ganadería de Antonio Pérez Angoso

## Film biographique
- 1966 : Palomo Linares (Nuevo en esta plaza) de Pedro Lazaga